# Малайска листовидна костенурка
Малайската листовидна костенурка (Cyclemys dentata) е вид костенурка от семейство Азиатски речни костенурки (Geoemydidae). Видът е почти застрашен от изчезване.

## Разпространение
Разпространен е в Бангладеш, Бруней, Виетнам, Индия, Индонезия, Камбоджа, Лаос, Малайзия, Мианмар, Непал, Сингапур и Тайланд.

## Описание
Продължителността им на живот е около 14,7 години.